# Championnat de Birmanie de football 2014
Navigation
Saison précédente Saison suivante
Le Championnat de Birmanie de football 2014 est la septième édition de la Myanmar National League. Les douze meilleurs clubs du pays sont regroupés au sein d'une poule unique où ils s'affrontent deux fois, à domicile et à l'extérieur. Les deux derniers du classement final sont relégués et remplacés par les deux meilleurs clubs de D2.
C'est le club de Yadanarbon FC qui est sacré cette saison après avoir terminé en tête du classement final, avec deux points d’avance sur le triple tenant du titre, Yangon United et onze sur Kanbawza FC. C'est le quatrième titre de champion de Birmanie de l'histoire du club.

## Qualifications continentales
Le champion de Birmanie et le vainqueur de la Coupe de Birmanie se qualifient pour la Coupe de l'AFC 2015.

## Les clubs participants
| - Yadanarbon FC - Yangon United - Magwe FC - Kanbawza FC - Zwekapin United - Nay Pyi Taw FC | - Zayar Shwe Myay FC - GFA FC - Promu de MNL-2 - Ayeyawady FC - Southern Myanmar United - Manaw Myay FC - Chin United - Promu de MNL-2 |

## Compétition
Le barème utilisé pour établir le classement est le suivant :
- Victoire : 3 points
- Match nul : 1 point
- Défaite : 0 point

### Classement
| Rang | Équipe                  | Pts | J  | G  | N | P  | Bp | Bc | Diff |
| ---- | ----------------------- | --- | -- | -- | - | -- | -- | -- | ---- |
| 1    | Yadanarbon FC           | 51  | 22 | 15 | 6 | 1  | 43 | 16 | +27  |
| 2    | Yangon UnitedT          | 49  | 22 | 15 | 4 | 3  | 63 | 23 | +40  |
| 3    | Kanbawza FC             | 40  | 22 | 12 | 4 | 6  | 37 | 27 | +10  |
| 4    | Magwe FC                | 36  | 22 | 11 | 3 | 8  | 37 | 29 | +8   |
| 5    | Ayeyawady UnitedC       | 26  | 22 | 10 | 6 | 6  | 41 | 34 | +7   |
| 6    | Nay Pyi Taw FC          | 33  | 22 | 10 | 3 | 9  | 36 | 34 | +2   |
| 7    | Manaw Myay FC           | 29  | 22 | 8  | 5 | 9  | 28 | 27 | +1   |
| 8    | Zayar Shwe Myay FC      | 26  | 22 | 7  | 5 | 10 | 36 | 47 | -11  |
| 9    | Zwekapin United         | 24  | 22 | 6  | 6 | 10 | 34 | 31 | +3   |
| 10   | Chin UnitedP            | 20  | 22 | 6  | 2 | 14 | 42 | 58 | -16  |
| 11   | GFA FCP                 | 13  | 22 | 3  | 4 | 15 | 15 | 46 | -31  |
| 12   | Southern Myanmar United | 13  | 22 | 3  | 4 | 15 | 18 | 58 | -40  |

|  | Qualification pour la Coupe de l'AFC 2015                                    |
|  | Relégation directe en deuxième division                                      |
|  | T : Tenant du titre C : Vainqueur de la Coupe de Birmanie P : Promu de MNL-2 |

## Bilan de la saison
| Championnat de Birmanie de football 2014 |                          |
| Champion                                 | Yadanarbon FC (4e titre) |
| Coupes et trophées                       |                          |
| Vainqueur de la Coupe de Birmanie 2014   | Ayeyawady FC             |
| Qualifications continentales             |                          |
| Coupe de l'AFC 2015                      | Yadanarbon FC            |
| Coupe de l'AFC 2015                      | Ayeyawady FC             |
| Promotions et relégations                |                          |
| Promus en Myanmar National League        | Hantharwady United       |
| Promus en Myanmar National League        | Rakhapura United         |
| Relégués en MNL-2                        | Southern Myanmar United  |
| Relégués en MNL-2                        | GFA FC                   |